# Операція «Конрад I»
Операція «Конрад I» (нім. Unternehmen Konrad) — наступальна операція німецько-угорських військ у ході Будапештської битви за часів Німецько-радянської війни. Операція «Конрад» складалася з трьох складових: «Конрад I», «Конрад II» і «Конрад III» і мала за мету прорив потужним танковим угрупованням країн Осі облоги Будапешта, оточеного радянськими військами 3-го Українського фронту маршала Радянського Союзу Федора Толбухіна. Перша частина цього комплексного контрнаступу розпочалася 1 січня 1945 року і проводилася силами IV есесівського танкового корпусу СС-обергрупенфюрера Герберта Гілле.

## Історія
24 грудня 1944 року радянські війська замкнули кільце навколо столиці Угорщини. Облога Будапешта, де оборонялося 188-тисячне угруповання вермахту та угорських військ Салаші, затягнулася на досить тривалий термін в першу чергу через те, що основні сили двох Українських фронтів були пов'язані жорстокими боями з танковими з'єднаннями вермахту, які намагалися деблокувати будапештське угруповання. Для реалізації цього плану німецьке командування перекинуло в Угорщину практично всі резерви, що залишилися. Буквально напередодні повного оточення Будапешта Гітлер направив в Угорщину додаткові сили, включаючи IV танковий корпус СС, близько 60 тис. солдатів і 200 танків. Очолював це ударне угруповання СС-обергрупенфюрер Герберт Гілле, який раніше командував 5-ю танковою дивізією «Вікінг», відзначився в ар'єргардних боях після провального наступу німецьких військ під Курськом, очолював прорив німецьких військ з «Корсунського котла», відзначився при обороні Ковеля і в боях під Варшавою. Гілле вважався фахівцем у вирішенні складних завдань, пов'язаних з деблокадою військ, а IV танковий корпус добре себе показав у боях. Тому Гітлер покладав великі надії на Гілле.
При цьому німецьке командування не збиралося просто пробити коридор до Будапешту і вивести звідти оточені війська. Гітлер планував направити в Будапешт нові війська і продовжити оборону «дунайського Сталінграда». Гітлера, в першу чергу, цікавила не підтримка останнього дружнього режиму Салаші, а нафтові родовища на заході Угорщини. Також Берлін турбувало, що після падіння Будапешта відкривалася дорога на Відень.
Увечері 1 січня IV танковий корпус СС, тільки половина якого встигла зосередитися в Комаром, несподівано завдав удар у районі міста Тата. Одночасно 96-та піхотна дивізія генерал-майора Германа Гаррендорфа переправилася на катерах через Дунай на північ і створила в тилу радянських військ два плацдарми. Однак, на початок наступу на вихідних позиціях було лише близько третини 5-ї танкової дивізії СС «Вікінг», дві третини 3-ї танкової дивізії СС «Тотенкопф», близько половини 96-ї піхотної дивізії, 711-та піхотна дивізія ще не прибула. В ході операції вперше взяли участь у боях два угорські батальйони окремої угорської бойової групи СС «Ней» (пізніше стала бригадою). Ці підрозділи були додані до дивізій СС «Вікінг» і «Тотенкопф» в якості мотопіхоти, призначена для боротьби з радянськими танками. Наступаючі німецькі війська зайняли гори Герече (низькогір'я, висота до 634 м), але 6 січня 1945 року в районі Бічке і Жамбек вони були зупинені радянськими військами.
6 січня IV танковий корпус СС, не зламавши оборону радянського фронту, підпав під контрудар 6-ї гвардійської танкової і 7-ї гвардійської загальновійськової армії, яка потужним ударом просунулися на глибину понад 13 км, і створили загрозу тилу IV танкового корпусу СС в районі північніше Дунаю.

## Кінохроніка
- WW2 — Operation Konrad (Jan 1945)